# 大海猛遗址
大海猛遗址，位于中国吉林省吉林市龙潭区乌拉街满族镇杨屯，为一个文物保护单位，类型为古遗址，2007年5月31日公布为吉林省文物保护单位。该文物保护单位由吉林市文物管理处管理。2019年10月7日，国务院公布其为第八批全国重点文物保护单位。
大海猛遗址的历史年代为周—唐。